# Phil Hellmuth
Phillip Jerome Hellmuth Jr. (Madison, 16 luglio 1964) è un giocatore di poker statunitense.
È noto per detenere il record di 17 braccialetti delle World Series of Poker, per aver vinto il Main Event delle World Series of Poker 1989 e quello delle World Series of Poker Europe 2012 (unico giocatore ad essere riuscito a vincere entrambe le manifestazioni) e per aver raggiunto, nelle World Series of Poker del 2013, il 100º piazzamento a premi di questa competizione. Dal 2007 è inserito nel Poker Hall of Fame.

## Carriera

### WSOP
Nel 1989 Hellmuth, soprannominato The Poker Brat, divenne il più giovane vincitore del Main Event delle WSOP a 24 anni, sconfiggendo il due volte campione e detentore del titolo Johnny Chan. Mantenne il record fino al 2008, quando fu superato dal ventiduenne Peter Eastgate. Alle World Series of Poker 2006 vinse il suo decimo braccialetto nell'evento "$1.000 No Limit Hold'em con rebuy", pareggiando il record di braccialetti vinti insieme alle leggende del poker Doyle Brunson e Johnny Chan. A differenza di Brunson e Chan, Phil Hellmuth ha conquistato i suoi primi 10 trofei WSOP unicamente nella specialità del Texas hold'em.
Alle World Series of Poker 2007 Hellmuth vinse l'undicesimo braccialetto nell'evento "$1.500 No Limit Hold'em". Al Main Event delle World Series of Poker 2008 ottenne un buon piazzamento concludendo 45º su 6.844 giocatori: il miglior risultato tra tutti gli ex-campioni delle WSOP che parteciparono all'evento. Poker Brat ha vinto in totale oltre 12.000.000$ alle WSOP. Nel maggio del 2009 Phil Hellmuth ha pubblicato il libro Deal Me In: 20 Of The World's Top Poker Players Share The Heartbreaking and Inspiring Stories of How They Turned Pro.
Alle World Series of Poker 2011 chiuse per tre volte al secondo posto in tre eventi; nel "$10.000 2-7 Draw Lowball Championship", nel  "$10.000 Seven Card Stud Hi-Low Split 8 or Better Championship" e nel prestigioso "$50.000 The Poker Player's Championship". Per questi risultati, ottenne comunque vincite di oltre $1.500.000.
Sempre nel 2011, questa volta alle WSOPE, mancò nuovamente l'assalto al dodicesimo braccialetto, fermandosi al settimo posto durante l'evento "Six Handed No Limit Hold'em".
Riuscì a compiere l'impresa nel 2012, quando vinse l'evento "$2.500 Seven Card Razz"; questo rappresenta il primo braccialetto vinto in una specialità diversa dal Texas hold'em. Per l'occasione, il braccialetto ad Hellmuth è stato consegnato da suo figlio. Sempre nelle WSOP del 2012 arrivò 4º nel "The Big One for One Drop", torneo con un buy-in di $1.000.000, il più alto della storia, vincendo $2.645.000.
Dal 2013, durante la trasmissione del Main Event, ESPN gli ha dedicato una rubrica in ogni puntata, durante mani che prevedono decisioni particolarmente difficili, in cui spiega come giocherebbe in quelle situazioni.
Nell'edizione delle World Series of Poker 2015, Hellmuth vinse il suo quattordicesimo braccialetto trionfando nel torneo "$10.000 Razz Championship" e vincendo il primo premio di $271.105.

### WSOPE
Alle World Series of Poker Europe 2012 vinse il suo tredicesimo braccialetto, sconfiggendo nell'heads-up finale l'ucraino Sergii Baranov e aggiudicandosi pertanto il premio di €1.022.376..

#### Braccialetti delle WSOP
| Anno | Torneo                                      | Premio (US$) |
| ---- | ------------------------------------------- | ------------ |
| 1989 | $10.000 No Limit Hold'em World Championship | $755.000     |
| 1992 | $5.000 Limit Hold'em                        | $168.000     |
| 1993 | $1.500 No Limit Hold'em                     | $161.400     |
| 1993 | $2.500 No Limit Hold'em                     | $173.000     |
| 1993 | $5.000 Limit Hold'em                        | $138.000     |
| 1997 | $3.000 Pot Limit Hold'em                    | $204.000     |
| 2001 | $2.000 No Limit Hold'em                     | $316.550     |
| 2003 | $2.500 Limit Hold'em                        | $171.400     |
| 2003 | $3.000 No Limit Hold'em                     | $410.860     |
| 2006 | $1.000 No Limit Hold'em con rebuy           | $631.863     |
| 2007 | $1.500 No Limit Hold'em                     | $637.254     |
| 2012 | $2.500 Seven Card Razz                      | $182.793     |
| 2012 | WSOPE €10.450 Main Event No Limit Hold'em   | €1.022.376   |
| 2015 | $10.000 Razz Championship                   | $271.105     |
| 2018 | $5,000 No Limit Hold'em                     | $485,082     |
| 2021 | $1,500 No Limit 2-7 Lowball Draw            | $84,851      |
| 2023 | $10.000 Super Bounty turbo NLHE             | $803,818     |

### World Poker Tour
Sebbene Hellmuth non abbia mai vinto un torneo del World Poker Tour, è andato a premio 13 volte ed ha raggiunto 4 volte il tavolo finale in questo evento. Ha concluso quarto nel $3.000 "No Limit Hold'em WPT Event" al "3rd Annual 49'er Gold Rush Bonanza" nel 2002, e terzo nel $10.000 "No Limit Hold'em WPT Event" alle "World Poker Finals" presso il Foxwoods Resort Casino nel 2003. Al 2008 WPT L.A. Poker Classic, Hellmuth terminò al sesto posto guadagnando $229.480 in un tavolo finale che vedeva la presenza di Phil Ivey e Nam Le. Ha anche partecipato a due WPT Invitational Events: il "World Poker Tour by The Book" nel 2004 ed il "WPT Bad Boys of Poker II" nel 2006, concludendo terzo entrambe le volte. Ad oggi Hellmuth ha vinto oltre $1.100.000 nei tornei del circuito WPT.

### Altri tornei
Nel 2000 vinse il "the Poker EM 7 Card Stud Main Event" in Austria, considerato il più grande torneo di 7 Card Stud nel mondo. Phil ha sconfitto 437 giocatori per una vittoria finale di $106,250.
Hellmuth è il campione della terza stagione di Late Night Poker.
Nel 2005 ha vinto la prima edizione del "National Heads-Up Poker Championship".. Ha battuto Mến Nguyễn, Paul Phillips, Huck Seed, Lyle Berman ed Antonio Esfandiari nel percorso verso la finale contro Chris Ferguson, che ha sconfitto in due partite su tre. Cercando di ripetere l'impresa nel 2006, perse il primo round contro Chip Reese. Nel 2007 Hellmuth non poté giocare perché impegnato in un altro torneo inglese: il "PartyPoker Premier League Poker", dove vinse quattro partite su sei giocate e finì terzo alle finali. Hellmuth partecipò al "2008 National Heads-Up Poker Championship", perdendo al primo round contro Tom Dwan. Nel "2009 NBC Heads Up" arrivò fino ai quarti di finale, battendo Mike Sexton, Jeffrey Ishbia e Tom Dwan, suo carnefice l'anno precedente. La sua performance gli valse $75.000. Nell'edizione del 2010 fu sconfitto da Annette Obrestad nel secondo turno, dopo aver battuto nel primo Howard Lederer mentre nel "2011 National Heads-Up Poker Championship" perse al primo turno contro David Benyamine. Nel "2013 National Heads-up Poker Championship", ultima edizione del torneo, arrivò in finale dove perse contro Mike Matusow e vinse il secondo premio da $300.000. Durante il torneo sconfisse Mike Sexton, Justin Smith, David Sands, Eugene Katchalov e Joe Serock
Nel 2011 venne scelto come capitano della rappresentativa USA nella Caesar Cup che giocò assieme agli altri membri della squadra: Daniel Negreanu, Jason Mercier, Johnny Chan e Ben Lamb. Riportato la vittoria sul team Europe capitanato da Bertrand Grospellier; la contesa comprendeva partite Heads Up singole e nel primo match la coppia Lamb-Mercier sconfisse il duo Cody-Tony G, nel secondo match Negreanu-Hellmuth furono sconfitti dalla coppia Lykov-Hansen; nel terzo match Johnny Chan ebbe la meglio su Bertrand Grospellier e nel quarto ed ultimo match Hellmuth batté Lykov portando la sua squadra alla vittoria finale per 3-1.
Sempre nel 2011, Phil Hellmuth vinse l'“Eight Game Mix Championship”, evento dell'L.A. Poker classic dal buy in di $2,080, battendo un field di 49 giocatori e portandosi a casa una prima moneta di $22,630. Hellmuth, visibilmente eccitato per la vittoria del suo primo torneo dopo quasi cinque anni (vinse l'evento no limit da $1,500 delle Wsop del 2007), scrisse su twitter: “Ho vinto! Si sta decisamente bene quando si vince un torneo, Finalmente!” e scherzosamente commentò: ” Oggi è il 29 febbraio, l'appuntamento è a fra quattro anni quando dovrò difendere il titolo!”
Era una presenza fissa negli episodi del programma, cancellato nel 2011, Poker After Dark, sia come giocatore che come commentatore occasionale. Hellmuth vinse il suo primo torneo del Poker After Dark nel primo episodio della terza stagione, vincendo $120.000. Ritornò due settimane più tardi e si portò a casa il suo secondo titolo vincendo altri $120.000.. Ha vinto anche il quadrangolare organizzato nel terzo episodio della quarta stagione, battendo i rivali Chris Ferguson, Ted Forrest e Paul Wasicka e vincendo $200.000. Partecipò anche nella prima e nella quarta stagione dello show televisivo del network GSN, High Stakes Poker. Al 2015 le sue vincite totali nei tornei live ammontano a oltre $ 20.000.000. Si posiziona 7° nella All Time Money List.

### Attività legate al poker
Hellmuth ha prodotto numerosi video didattici sul poker, tra i quali compaiono Ultimate White To Black Belt Course e Phil Hellmuth's Million Dollar Poker Secrets. Ha inoltre scritto molti articoli per la rivista Cardplayer e svariati libri sul poker come Play Poker like the Pros, Bad Beats and Lucky Draws, The Greatest Poker Hands ever Played, e Poker Brat; quest'ultimo è un libro che tratta di strategia del poker con ampi riferimenti autobiografici.
Nel maggio del 2004 Phil Hellmuth ha collaborato con Oasys Mobile per il rilascio di Texas hold 'em by Phil Hellmuth. Al tempo era uno dei 10 più popolari giochi multigiocatore per telefono cellulare. Nella primavera del 2006 Hellmuth ha sostituito Phil Gordon come commentatore di Celebrity Poker Showdown.. Assieme a Annie Duke, Hellmuth è un istruttore di poker nello spettacolo Best Damn Poker Show di Fox Sports Network.

## Personalità e controversie

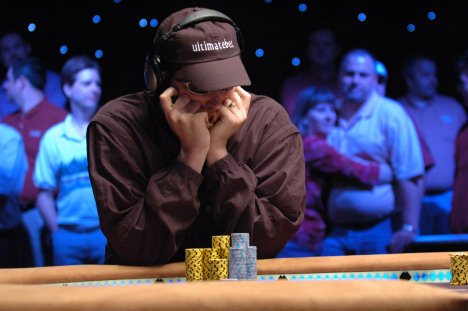
Phil Hellmuth alle World Series of Poker 2006.

Hellmuth è noto per essere un ottimo giocatore di poker ma un cattivo perdente che non perde occasione per esprimere osservazioni irrispettose sull'abilità dei suoi avversari, specialmente dopo aver avuto una bad beat. Durante il Main Event delle World Series of Poker del 2005 accusò un avversario di non essere nemmeno in grado di scrivere correttamente poker dopo che il primo mise tutti i suoi soldi nel piatto preflop con K♥ J♥ contro A♦ K♠ di Hellmuth; l'avversario di Hellmuth centrò il punto (uscì J♦), vincendo così il piatto.
In un'occasione Hellmuth, che è spesso molto loquace durante le partite, fece arrabbiare a tal punto il veterano Sam Grizzl e i due fecero a pugni. Hellmuth sostiene che l'incontro si concluse con un pareggio e che nessuno si fece male. Nella prima settimana dello spettacolo televisivo Poker After Dark in onda sulla NBC, Hellmuth chiese ai suoi colleghi Shawn Sheikhan, Steve Zolotow, Gus Hansen e Huck Seed di stare in silenzio mentre doveva decidere come giocare la propria mano dopo che Annie Duke gli aveva rilanciato contro. I quattro inizialmente rispettarono la richiesta, ma quando Hellmuth stesso iniziò a parlare, fu preso in giro da Seed che disse: "Per favore stai in silenzio così posso parlare", sollecitando le risa degli altri giocatori. Hellmuth abbandonò il set minacciando di non tornare mai più a giocare allo show, poi però ritornò convinto dai produttori, ma non rimase al tavolo per molto, infatti fu eliminato poche mani dopo da Sheikhan.
Il giorno numero 5 delle WSOP 2008, Hellmuth passò una mano contro Cristian Dragomir. Su richiesta degli altri giocatori al tavolo, Dragomir rivelò che aveva chiamato il rilancio pre-flop di Hellmuth con 10♦ 4♦ (una mano debole). Hellmuth insultò Dragomir, gli diede dell'"idiota" diverse volte, e alla fine ricevette un avvertimento da un addetto del torneo, per l'insulto reiterato ad un altro giocatore. Inoltre altri giocatori (tra i quali il suo amico Mike Matusow, che sedeva allo stesso tavolo) gli consigliarono di smetterla. Ciononostante Hellmuth continuò ad insultare Dragomir, finché non ricevette una penalità di un round. La penalità avrebbe avuto effetto l'indomani all'inizio della fase di gioco.  Tuttavia durante la notte Hellmuth si incontrò privatamente con il commissario delle WSOP Jeffrey Pollack, il quale annullò la decisione dell'addetto. Alla fine Hellmuth concluse il torneo al 45º posto, mentre Dragomir finì 28º. Il giorno successivo Hellmuth si scusò con Dragomir per il proprio comportamento.
Il 20 dicembre 2008 Hellmuth stava giocando a $200/$400 heads-up limit hold'em su internet, quando subentrò un apparente problema tecnico del software. Il piatto da $5.599 fu assegnato a Hellmuth, sebbene avesse la mano peggiore: il suo avversario aveva K♦ Q♥ per un tris di Re, mentre Hellmuth aveva 10♣ 2♥ per una doppia coppia. Questa mano divenne l'argomento di una notevole polemica nei forum online a causa dei commenti di Hellmuth che fecero seguito all'episodio. Infatti subito dopo che l'altro giocatore lo informò dell'errore nell'assegnazione del piatto, Hellmuth rispose semplicemente: "Vuoi giocare o cosa?". In più, interrogato più tardi sulla mano, Hellmuth commentò che aveva avuto errori simili un centinaio di volte nella sua carriera online: "direi 50 volte a favore loro e 50 volte a favore mio". Ciò contraddiceva la dichiarazione ufficiale della casa da gioco online, secondo la quale non era stato trovato nessun altro esempio di questo errore.
Infine, un precedente scandalo per truffa della stessa casa da gioco (UltimateBet), portò a sospetti sulla plausibilità della spiegazione della casa stessa, che dava le colpe dell'errore ad un bug del computer.
Il 16 aprile 2011, UltimateBet è coinvolta nel Black Friday che colpisce il poker negli Stati Uniti: l'FBI sequestra i domini di quattro principali poker room, fra cui anche UltimateBet.

## Entrate al Main Event Wsop
Lo sponsor di Hellmuth (UltimateBet) organizzò il suo arrivo al Main Event delle WSOP 2007 a bordo di un'auto da corsa marchiata dallo sponsor, accompagnata da undici modelle (una per ogni braccialetto vinto da Hellmuth alle WSOP). Tuttavia Hellmuth ebbe un incidente con l'auto nel parcheggio del Rio All Suite Hotel and Casino perdendo il controllo del veicolo e colpendo un lampione in cemento. Dopo l'inconveniente, Hellmuth si presentò a bordo di una limousine, si unì alle modelle e fece il suo grandioso ingresso al Main Event in ritardo di 2 ore. Alcuni pensarono che l'incidente fosse tutta una messa in scena, ma Hellmuth smentì.
Nel 2008 Hellmuth fece ancora una volta un'entrata grandiosa al Main Event delle World Series of Poker. Si presentò infatti in una carovana con abiti militari, indossando un elmetto con undici stelle (per ricordare gli undici braccialetti).
Per le WSOP 2009 Hellmuth fece il suo ingresso al Rio su una biga trainata da cavalli bianchi vestito da Giulio Cesare. Protetto da Centurioni Romani, Phil era anche circondato da muse che gli tiravano petali di rose davanti al suo cammino. La grande entrata di quell'anno era per celebrare l'anniversario dei 10 anni di Ultimate Bet Pokers e quindi per invitare giocatori ad entrare nel suo impero a Las Vegas, competendo per il “$10 million dollar special Main Event bonus”.
Durante le Wsop del 2010, Phil si presentò al tavolo del Main Event per giocare il Day 1c vestito da lottatore di MMA (mixed martial arts). Come sempre con lui c'era un gruppo di 11 ragazze che Hellmuth ha portato con sé fino al momento della presentazione alla folla.
L'intera sequenza della sua entrata è stata registrata con una telecamera a 360° e postata successivamente su internet.
L'atteggiamento di Phil Hellmuth, spesso, non è apprezzato dai suoi colleghi, come dimostrò Doyle Brunson durante le World Series of Poker Europe 2010. Hellmuth arrivò al Main Event dell'edizione europea con una biga romana vestito da condottiero e si sedette allo stesso tavolo di Doyle Brunson. Nacque quindi una discussione davanti alle telecamere dove Brunson criticò aspramente il comportamento di Hellmuth e lasciò intendere che, in quel modo, danneggiasse il mondo del poker.
D'altra parte, molte volte lui stesso ha difeso il proprio stile:
“Sto cercando un modo per far capire meglio il poker alle persone che non lo condividono. Credo che se tutte le persone capissero il poker, allora diventerebbe più seguito del golf. Voglio dire chiunque di qualsiasi età, sesso, religione, razza o nazionalità possono giocare e amare questo gioco. La prestanza fisica non è necessaria nel poker. Puoi usare la tua mente per giocare a poker.”.